# The Upcoming Chaos
The Upcoming Chaos – minialbum polskiej grupy deathmetalowej Vader. Wydawnictwo ukazało się 30 sierpnia 2008 roku nakładem wytwórni muzycznej Regain Records. Materiał był dostępny w przedsprzedaży w maju 2008 roku jako dodatek do biletu na koncert jubileuszowy zespołu z okazji dwudziestopięciolecia działalności.
Na płycie znalazły się trzy utwory audio i dwa nagrania wideo pochodzące z kompilacji XXV.

## Lista utworów
Opracowano na podstawie materiału źródłowego.
| Nr | Tytuł utworu                        | Słowa            | Muzyka          | Długość |
| -- | ----------------------------------- | ---------------- | --------------- | ------- |
| 1. | „Carnal”                            | Piotr Wiwczarek  | Piotr Wiwczarek | 2:10    |
| 2. | „Incarnation”                       | Piotr Wiwczarek  | Piotr Wiwczarek | 3:06    |
| 3. | „Crucified Ones”                    | Piotr Wiwczarek  | Piotr Wiwczarek | 3:18    |
| 4. | „Silent Empire (wideo, Paris 1996)” | Paweł Frelik     | Piotr Wiwczarek | 4:13    |
| 5. | „Incarnation (wideo, Berlin 1997)”  | Paweł Wasilewski | Piotr Wiwczarek | 3:05    |
|    |                                     |                  |                 | 15:52   |

## Twórcy
Opracowano na podstawie materiału źródłowego.
| Zespół Vader w składzie - Piotr "Peter" Wiwczarek – gitara elektryczna, gitara basowa, wokal - Maurycy "Mauser" Stefanowicz – gitara elektryczna - Marcin "Novy" Nowak – gitara basowa - Dariusz "Daray" Brzozowski – perkusja - Leszek "Shambo" Rakowski – gitara basowa (4, 5) - Jarosław "China" Łabieniec – gitara elektryczna (4, 5) - Krzysztof "Docent" Raczkowski – perkusja (4, 5) |  | Dodatkowi muzycy - Krzysztof "Siegmar" Oloś – instrumenty klawiszowe, syntezator Produkcja - Wojciech i Sławomir Wiesławscy – produkcja, mastering, miksowanie - Jacek Wiśniewski – oprawa graficzna, okładka |